# Mario Streit
Mario Streit (n. 14 aprilie 1967, Rathenow, RDG) este un canotor ce a reprezentat Republica Democrată Germană, medaliat olimpic. A participat la o ediție a Jocurilor Olimpice (1988) în care a câștigat o medalie de argint.

## Participări
Lista de mai jos prezintă principalele competiții la care a participat Mario Streit de-a lungul carierei.
- rowing at the 1988 Summer Olympics – men's coxed pair[*][4]